# Mosquete Charleville
Mosquete Charleville é a designação genérica de uma família de mosquetes padronizados da infantaria francesa, no calibre .69", usado nos séculos XVIII e XIX. Começou a ser produzido em 1717 e com melhorias e variantes, continuou sendo prouzido até a década de 1840. No entanto, ele ainda viu uso limitado em conflitos em meados do século XIX (como a Guerra da Crimeia).

## Antecedentes
Apesar de ter sido inventado bem antes, foi só no final do século XVI que o mosquete atingiu um nível de refinamento e confiabilidade tal que passou a ser aceito pelos militares; em 1713, o uso de arcos, lanças, espadas e outras armas do tipo estava em declínio graças ao surgimento da baioneta, e o mosquete tornou-se a arma predominante nos exércitos europeus.
Os processos de fabricação dos mosquetes no século XVII variavam entre os armeiros e os arsenais das principais potências, foi somente no século XVIII que essas diferenças começaram a diminuir e algum nível de padronização começou a ser estabelecido. Os armeiros mais experientes, considerados "masters" em cada arsenal, formavam a base de produção, ficando com as tarefas mais importantes, enquanto os aprendizes trabalhavem em partes menos críticas de acordo sua experiência, procedimento adotado nos reinos da Inglaterra, França, Espanha e Alemanha. Criando assim, um sistema de "carreira" em que os jovens aprendizes eventualmente progrediam e se tornavam um "master" essa atividade era geralmente um negócio de família, passando de pai para filho ao longo do tempo. O homem que inventou o primeiro mecanismo de pederneira, Marin le Bourgeoys, por exemplo, era descendente de uma longa linhagem de ferreiros, serralheiros e armeiros.
Os britânicos foram os primeiros a estabelecer um sistema de produção de mosquetes realmente padronizado em 1714, sob a orientação do "British Royal Board of Ordnance", foi instituído um sistema de controle de produção distribuído e de controle de qualidade na montagem final nos arsenais, para fornecer um mosquete de desenho padronizado para toda a tropa, o "King’s Pattern", que mais tarde (1722) se materializaria no "Long Land Pattern musket" (apelidado de "Brown Bess"), e suas variantes.
Devido a esse novo método de produção, apesar de alguns problemas na organização e inspeção da produção distribuída de peças intercambiáveis e a integração final, os mosquetes adquiriram uma reputação de qualidade, consistência e confiabilidade. Com o início da Revolução Industrial (por volta de 1760), os métodos de produção, tanto de mosquetes quanto de outros produtos, começaram a mudar. O modelo britânico, adotado pela Europa, melhorou com a introdução de novas máquinas mais "modernas" no final do século XVIII, os mosquetes podiam ser fabricados de maneira mais rápida, melhor e em um único local. A produção mudou de empresas independentes para grandes arsenais governamentais, onde todo o processo de produção era realizado. A importância dos armeiros "master" diminuiu devido à maior mecanização da produção.
A França também adotou o sistema de produção direta em arsenais durante o reinado de Luís XV, estabelecendo três arsenais principais em Charleville, Maubeuge e St. Etienne. Foi nesse período que surgiram, na "Manufacture d'armes de Charleville" o Charleville Modèle 1717 e o subsequente Charleville Modèle 1728 aperfeiçoado. Na época, o pessoal do arsenal era encorajado a fazer modificações nos projetos dos mosquetes se sentissem que o projeto poderia ser melhorado. A posição geográfica da França no centro do comércio europeu permitiu que os armeiros franceses fossem expostos a todos os diferentes designs vindos da Espanha, Grã-Bretanha e dos reinos alemães. Com isso, os armeiros franceses foram capazes de escolher os melhores elementos de vários designs e incorporá-los em seus próprios mosquetes, criando assim as versões subsequentes: os Charleville Modèles: 1763, 1766, 1770, 1771, 1773, 1774, 1776 e 1777, tendo alguns deles influenciado decisivamente no projeto de outros mosquetes, mundo afora como o Model 1795 Musket. Em 1800, os mosquetes franceses eram considerados por muitos os melhores do mundo.

## Histórico
Marin le Bourgeoys criou as primeiras armas de pederneira para o rei Luís XIII logo após sua ascensão ao trono em 1610, e foi evoluindo desde então. Ao longo do século XVII, os mosquetes de pederneira foram produzidos em uma ampla variedade de modelos.
Em 1717, um mosquete de pederneira para a infantaria francesa foi padronizado. Este se tornou o primeiro mosquete de pederneira padrão a ser entregue a todas as tropas francesas. Embora seja mais corretamente chamado de "mosquete da infantaria francesa" ("fusils d'infantarie française") ou ainda "mosquete padrão francês", esses mosquetes mais tarde ficaram conhecidos como "mosquetes de Charleville", devido ao nome do arsenal onde eram fabricados, a "Manufacture d'armes de Charleville" localizado em Charleville-Mézières nas Ardenas. Esse mosquete longo, padrão da infantaria francesa, também foi produzido em Tulle, Saint-Étienne, Maubeuge e outros locais. Embora tecnicamente não seja o nome correto para esses mosquetes, o uso do nome "Charleville" remonta à Guerra de Independência dos EUA, quando os americanos tendiam a se referir a todos os modelos de mosquete como "Charlevilles". A nomenclatura desses mosquetes não é consistente. Algumas referências chamam o "Modèle 1763", e versões posteriores como "mosquetes de pederneira Charleville", enquanto outras referências se referem a todos os modelos como Charleville. O design do mosquete Charleville foi refinado várias vezes durante sua vida útil. Modelos posteriores de mosquetes Charleville permaneceram em serviço até 1840, quando os sistemas de acionamento por espoleta de percussão tornaram o mecanismo de pederneira obsoleto.

## Variantes
Depois de vários projetos de mosquete no final do século XVII e início do século XVIII, o mosquete de infantaria foi padronizado na maioria das características de design que seriam comuns a todos os modelos subsequentes, como um cano de calibre .69 , um comprimento total aproximado de 60 in (1 520 mm) e um peso aproximado de nove a dez libras (4,1 a 4,5 kg), além do cano de alma lisa e o mecanismo de pederneira para disparo.

### Modèle 1717
Ao contrário dos modelos posteriores, o Modèle 1717 tinha o cano com quatro espigas na parte inferior e era fixado à coronha por pinos, semelhante ao design do Brown Bess britânico. Ele também tinha uma única "cinta" de fixação no centro do cano e quatro tubos de ferro que seguravam a vareta de limpeza e recarga feita de madeira. Todas as demais partes eram de ferro.
O Modèle 1717 tinha um cano de 44 in (1 120 mm) e um comprimento total de 62 in (1 570 mm) e pesava aproximadamente nove libras. A mira frontal em ferro servia também de suporte da baioneta de lâmina triangular sem guarda mato e sem recesso de 14 in (356 mm), o cão era no estilo "pescoço de ganso". Os "olhais" para prender a bandoleira eram redondos e ficavam soldados no lado esquerdo da arma.
Um exemplar do Modèle 1717 está exposto no American Independence Museum
Um total de 48.000 mosquetes Modèle 1717 foram produzidos.

### Modèle 1728
O Modèle 1728 mudou a fixação do cano à coronha: em vez de espigas e pinos, optou por três cintas metálicas ao longo do cano, que se tornariam o padrão em todos os mosquetes Charleville subsequentes. O design usando cintas de fixação do cano, não era apenas mais fácil de desmontar para limpeza, mas também dava mais resistência ao conjunto, o que era um fator importante no combate de baioneta.
O mecanismo de pederneira também foi revisado, com uma chapa de fricção mais longa e um design de cão ligeiramente modificado.
Mudanças na década de 1740 incluíram o uso padronizado de uma vareta de limpeza e recarga reforçada com ponteira de aço em 1741 e, após 1746, os mosquetes recém-fabricados tiveram o freio de chapa de fricção removido. Outras pequenas alterações também foram feitas ao longo da vida de produção do Modèle 1728. Essas versões modificadas são geralmente consideradas variações menores do Modèle 1728 e não são normalmente consideradas um modelo separado e distinto de mosquete. 
Um total de 375.000 mosquetes Modèle 1728 foram produzidos.

### Modèle 1746
O Modèle 1746 mudou o formato externo do cano para octogonal, a flange da caçoleta foi removida, a baioneta passou a ter um recesso e encaixe de três pontos, a vareta passou a ser de ferro, as cintas prendiam o cano apenas por fricção.

### Modèle 1754
O Modèle 1754 manteve o cano como o anterior, a flange da caçoleta foi restaurada, zarelhos redondos foram fixados, um na cinta central e outro à frente do guarda mato do gatilho.

### Modèle 1763
Após a Guerra dos Sete Anos (na América do Norte frequentemente conhecida como guerra francesa e indiana), o mosquete da infantaria francesa foi redesenhado, resultando no Modèle 1763.
O cano foi reduzido de 44 in (1 120 mm) para 42 in (1 070 mm) e o plug octogonal da culatra apresentado nos modelos anteriores foi substituído por um design mais arredondado. O batente da coronha estilo "pé de vaca" modificado com um design muito mais reto e a vareta de limpeza e recarga recebeu uma ponteira em forma de pera.
Embora mais curto, o Modèle 1763 foi projetado para ser mais pesado e robusto, e pesava mais de 10 lb (4,54 kg). A baioneta foi redesenhada e passou a ser fixada por apenas um ponto.
Um total de 88.000 mosquetes Modèle 1763 foram produzidos.

### Modèle 1766

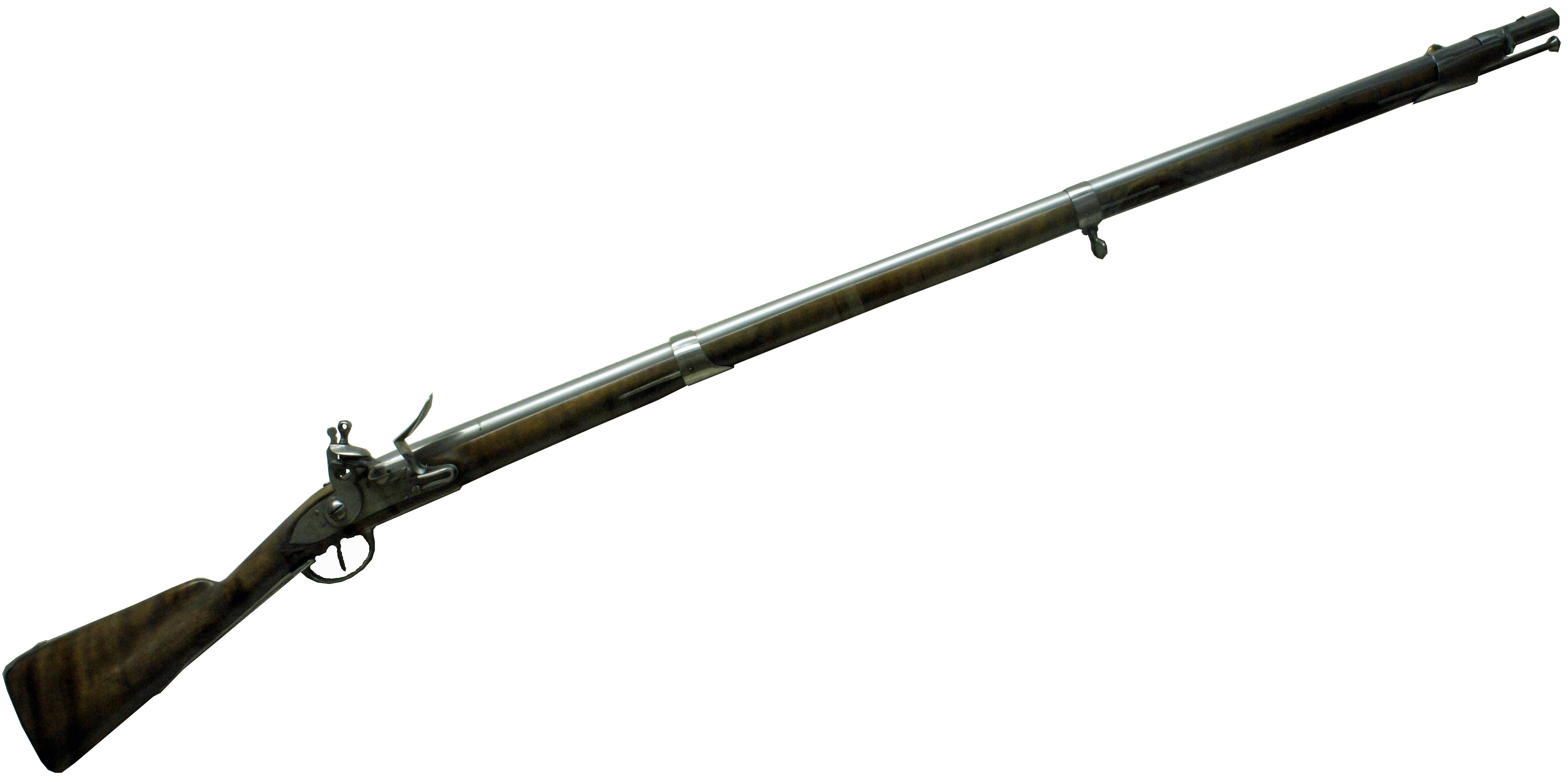
O Modèle 1766.

O design mais robusto do Modèle 1763 provou ser um pouco pesado, então em 1766 o design do mosquete foi "aliviado". A parede do cano foi afinada, o mecanismo de ação foi reduzido, a coronha foi reduzida e a longa capa de ferro para a vareta do Modèle 1763 foi substituída por uma mola presa sob a culatra. A vareta com ponteira em forma de pera (ou "trombeta") do Modèle 1763 também foi abandonada em favor de uma ponteira em forma de botão mais leve, e a baioneta foi modificada passando a ter uma dobra entre a lâmina e o engate: "Baïonnette à ressort".
Embora geralmente seja considerado um modelo separado, o Modèle 1766 era frequentemente referido como "light Model 1763", especialmente em faturas da Guerra Revolucionária.
Apesar de ter sido "aliviado", o Modèle 1766 provou ser robusto e confiável.
Um total de 140.000 mosquetes Modèle 1766 foram produzidos.

### Modèles 1770 a 1776
Várias mudanças foram feitas nos mosquetes Charleville durante a década de 1770. As referências não são consistentes no que diz respeito à nomenclatura desses modelos. Alguns consideram muitos deles como modelos distintos, enquanto outros os consideram apenas variações de modelos anteriores. A maioria das modificações durante este período foram relativamente pequenas.
A relação conhecida e documentada desse período é a seguinte: 1770, 1771, 1773, 1774 e 1776.
O Modèle 1770 tinha uma placa de travamento modificada, cintas de fixação de cano mais fortes e uma mola de retenção da vareta modificada. O Modèle 1771 moveu a alça da baioneta e fortaleceu o cano. Os modelos 1770 e 1771 são geralmente agrupados como um único modelo. O Modèle 1773 era semelhante aos modelos anteriores, mas novamente modificou a mola de retenção da vareta de limpeza e recarga. O Modèle 1773 é frequentemente considerado uma variante secundária do Modèle 1770/1771. O Modèle 1774 tinha um guarda-mato mais curto e a "cauda" da chapa de fricção era cortada em quadrado, e o desenho da vareta de limpeza também foi modificado, retornando com a ponteira em forma de pêra. Da mesma forma, pequenas alterações foram feitas para o Modèle 1776, que muitas vezes não é considerado um modelo separado.
Ao longo da década de 1770, a coronha foi modificada de forma inconsistente. Alguns mosquetes foram produzidos com "apoio de  bochecha" na coronha muito mais pronunciadas do que outros, que possuem um apoio quase inexistente.
Um total de 70.000 mosquetes Modèles 1770 a 1776 foram produzidos.

### Modèle 1777

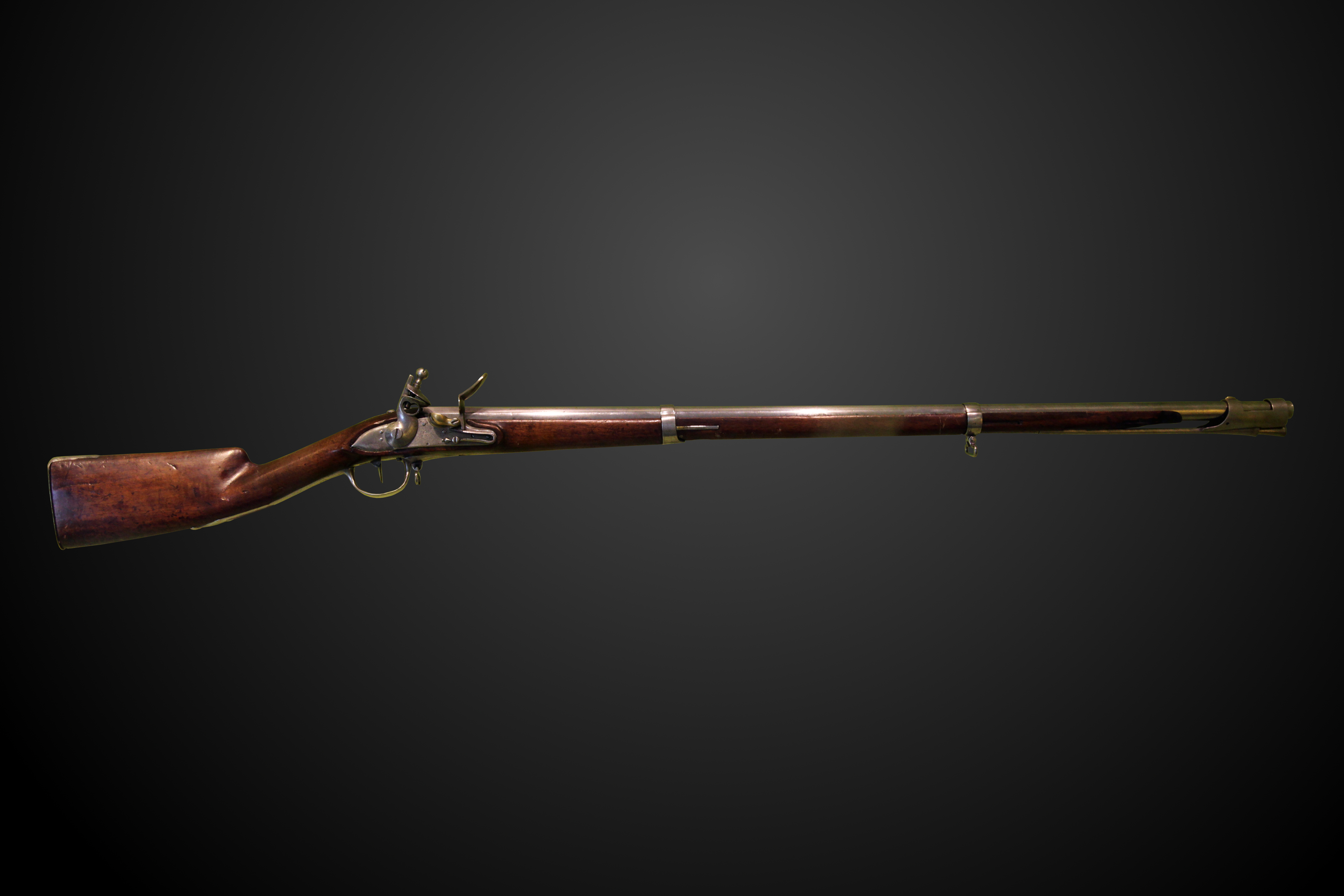
Modèle 1777 feito durante a Revolução Francesa.

O design da coronha foi novamente modificado para o Modèle 1777, com um apoio de bochecha cortado no lado interno da coronha. O Modèle 1777 também apresentava uma caçoleta e freio em latão, e um guarda-mato modificado com um prolongamento de dois ângulos para apoiar os dedos. A baioneta de 14 polegadas, ficou mais estreita.
Muitas vezes, acredita-se incorretamente que o Modèle 1777 foi usado em grande número por tropas rebeldes durante a Guerra de Independência dos Estados Unidos. Embora o Modèle 1777 tenha sido usado na Guerra Revolucionária, geralmente era usado apenas pelas tropas francesas que serviram em solo americano, como as sob o comando do General Rochambeau. Em vez disso, as tropas americanas estavam armadas com mosquetes anteriores dos modelos 1763 e 1766.

### Outras variantes

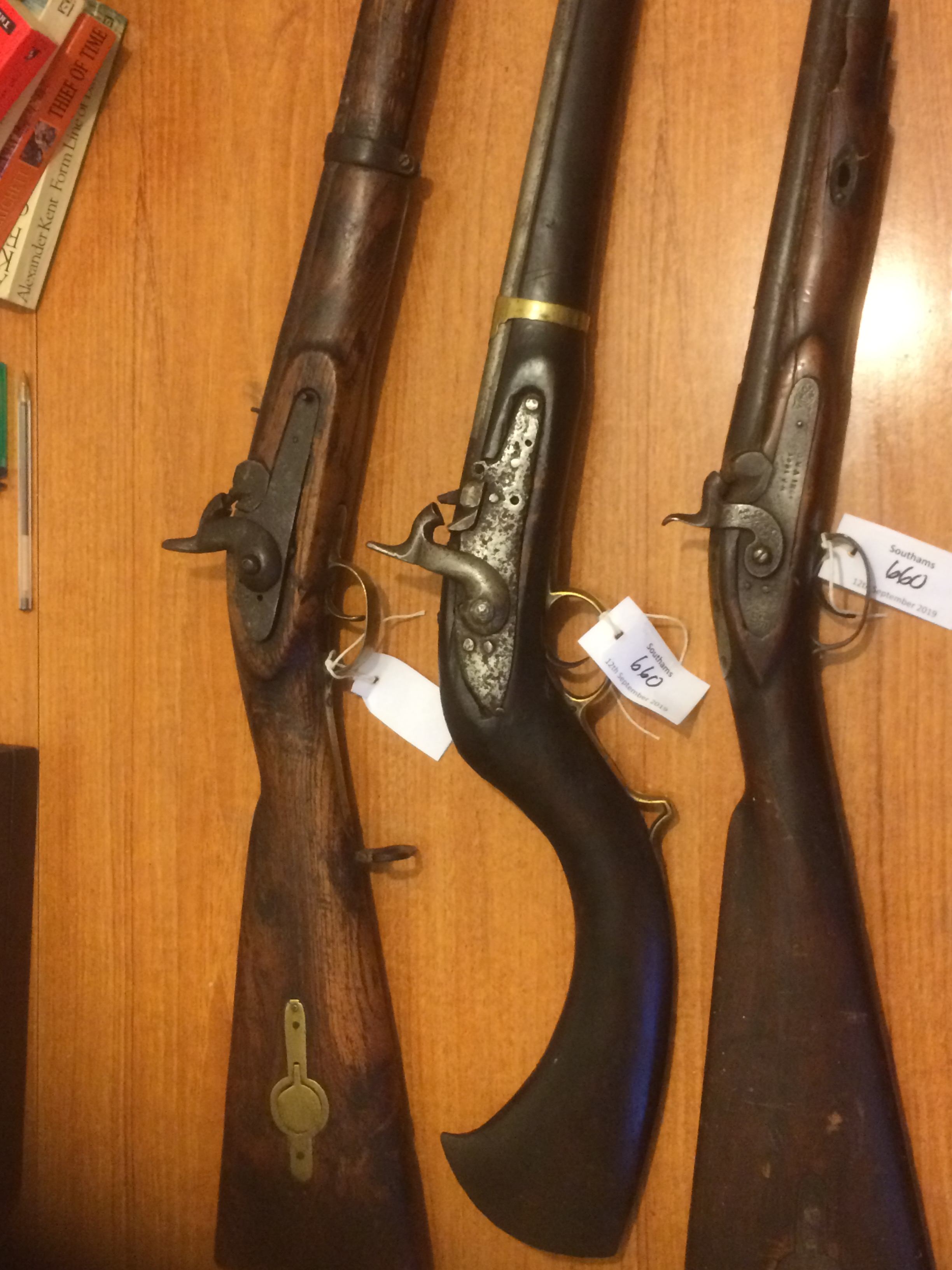
Cópia grosseira de um mosque russo "Tula 1808" (esquerda) que por sua vez era cópia do Charleville Modèle 1777.

Em 1754, os franceses introduziram uma versão mais curta do Charleville para os oficiais.
A maioria dos modelos foram produzidos em versões para os "Dragões" mais curtas, cerca de 10 in (254 mm) mais curtas do que sua contraparte de infantaria. Os modelos 1763, 1766 e 1777 estavam todos disponíveis em uma versão de cavalaria. Estas também são freqüentemente chamadas de versões carabina.
A versão de artilharia Modèle 1777 tinha um cano de  36 in (914 mm) e um comprimento total de 51 in (1 300 mm). A maioria das partes complementares era de latão.
A versão "Dragão" do Modelo 1777 tinha um cano de  42 in (1 070 mm) e um comprimento total de  57 in (1 450 mm). A maioria das partes complementares era de latão.
A versão do Modèle 1777 da Marinha era semelhante em comprimento à versão "Dragão" ("Dragoon"). Todas as partes complementares eram de latão.

O "Mosquete Russo Modelo 1808" foi fortemente baseado no design do Modèle 1777 Charleville. Este mosquete é frequentemente chamado de "mosquete Tula", já que a maioria foi fabricado em Tula e trazia seu nome em seus mecanismos de ação. O "mosquete Tula" foi fabricado com apenas pequenas alterações até 1845, quando foi substituído por um mosquete de percussão.
O "Modelo Holandês 1815" No. 1 e No. 2, bem como o modelo "Koloniaal" 1836 e 1837 foram baseados fortemente no design do "Modèle 1777 corrigé en l'an IX ".
Os mosquetes Charleville também foram copiados pela Bélgica, Áustria e Prússia como o Mosquete Augustin 1842 e o Mosquete Potzdam 1809.
Nas décadas de 1830 e 1840, muitos mosquetes Charleville (principalmente modelos mais recentes) foram convertidos de pederneira para percussão. Vários mosquetes holandeses foram até convertidos para o sistema de carregamento de culatra Snider na década de 1860.

## Utilização
Um grande número de mosquetes Charleville Modèles 1763 e 1766 foram importados para os Estados Unidos da França durante a Guerra da Independência Americana, devido em grande parte à influência do Marquês de Lafayette. O Charleville 1766 influenciou fortemente o design do Springfield Model 1795 Musket.
Os modelos 1766 e 1777 também foram usados pelos franceses durante sua participação na Guerra Revolucionária Americana.
O Modèle 1777 foi usado durante as Guerras Revolucionárias Francesas e Napoleônicas. Permaneceu em serviço, pelo menos parcialmente, até meados da década de 1840.
Réplicas modernas dos mosquetes Charleville são produzidos por vários fabricantes. Eles são usados por reencenadores históricos nas Américas e na Europa.

## Guerras
- Guerras Indígenas
- Guerras Quilombolas
- Guerras Chickasaw
- Guerra de Sucessão Austríaca
- Guerras Franco-Indígenas
- Guerras Carnáticas
- Rebelião Jacobita
- Guerra dos Sete Anos
- Expedição Larache
- Guerra de Independência dos EUA
- Revolução Haitiana
- Guerras Revolucionárias Francesas
- Rebelião Irlandesa de 1798
- Guerras Napoleônicas
- Rebelião Irlandesa de 1803
- Cerco de Santo Domingo de 1805
- Guerra Anglo-Americana de 1812
- Guerra de independência da Grécia
- Guerra Franco-Trarza de 1825
- Conquista francesa da Argélia
- Primeira Guerra Franco-Mexicana
- Guerra Franco-Marroquina
- Guerra Franco-Taitiana